# قباة (مناصرة)
قباة هي إحدى مشيخات المملكة المغربية، تتبع جغرافيا لإقليم القنيطرة وإداريًا لمناصرة. يقدر عدد سكانها بـ 7517 نسمة حسب الإحصاء الرسمي للسكان والسكنى لسنة 2004.